# Ruslan Adzhindzhal
Ruslan Alekseyevich Adzhindzhal (Gagra, 22 de Junho de 1974) é um ex-futebolista georgiano.
Ruslan aposentou-se em 2015, sendo o último atleta então em atividade a ter atuado também no período soviético.